# Sawro
Sawro (ukrainisch und russisch Савро) ist ein Dorf im Westen der ukrainischen Oblast Dnipropetrowsk im Rajon Kamjanske mit etwa 500 Einwohnern (2012).
Das 1921 von Auswanderern aus den nahe liegenden Dörfern Saksahan und Schowte gegründete Dorf liegt im Süden des Rajon Pjatychatky 18 km südlich des ehemaligen Rajonzentrums Pjatychatky und 3 km zum nächsten Bahnhof an der Eisenbahnstrecke Pjatychatky – Krywyj Rih.

## Verwaltungsgliederung
Am 13. September 2017 wurde das Dorf ein Teil der neugegründeten Landgemeinde Saksahan, bis dahin bildete es zusammen mit den Dörfern Balkowe (ukrainisch Балкове), Demuryno-Warwariwka (ukrainisch Демурино-Варварівка), Halyna Losuwatka (ukrainisch Галина Лозуватка), Kamjane (ukrainisch Кам’яне), Nowoiwaniwka (ukrainisch Новоіванівка), Tscherwona Poljana (ukrainisch Червона Поляна), Tschyhryniwka (ukrainisch Чигринівка) und Wilne (ukrainisch Вільне) die gleichnamige Landratsgemeinde Sawro (Саврівська сільська рада/Sawriwska silska rada) im Süden des Rajons Pjatychatky.
Am 17. Juli 2020 kam es im Zuge einer großen Rajonsreform zum Anschluss des Rajonsgebietes an den Rajon Kamjanske.